# Thomas Lake Harris

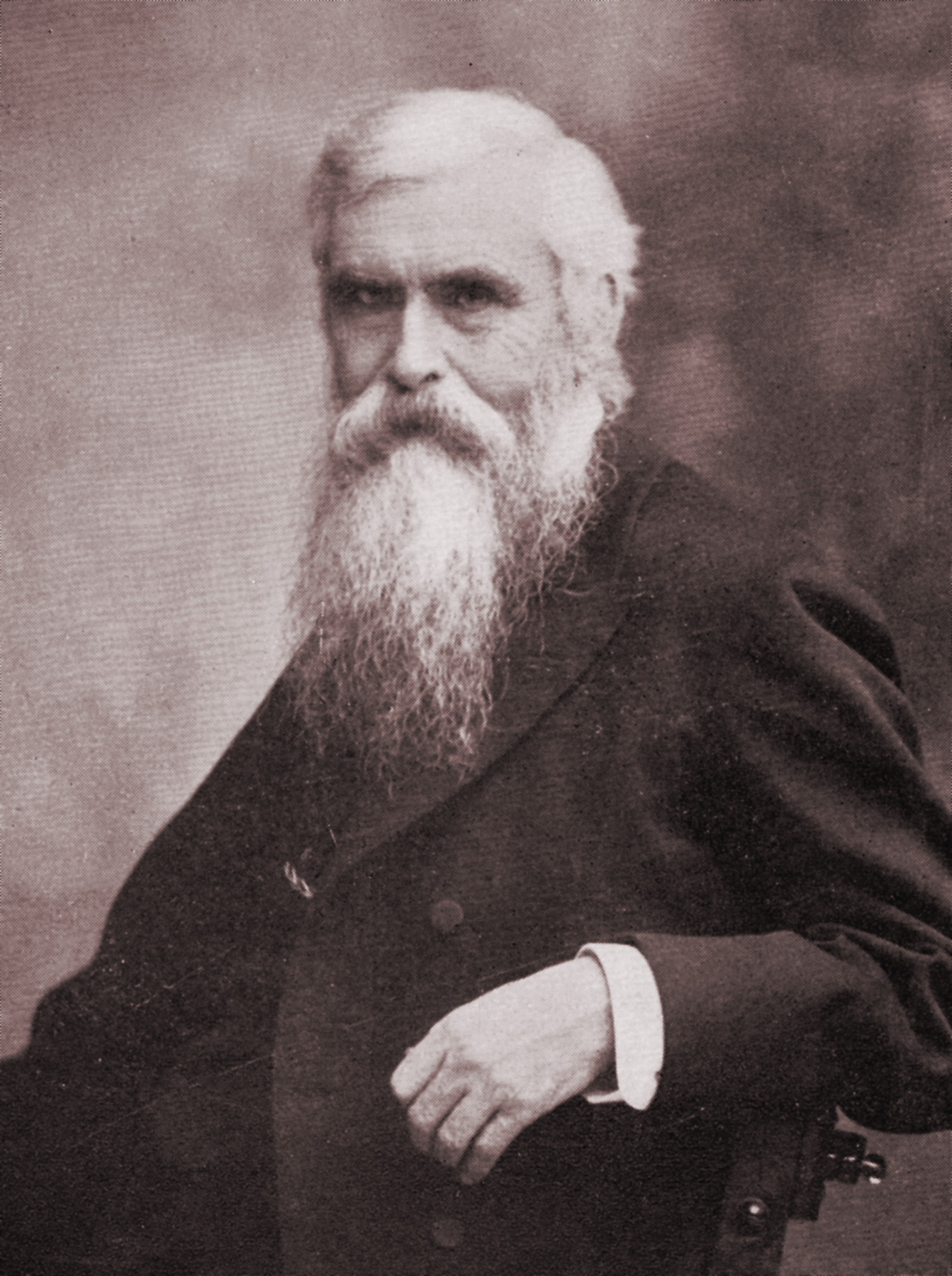

Thomas Lake Harris (* 15. Mai 1823 in Fenny Stratford, Borough of Milton Keynes in Buckinghamshire; † 23. März 1906 in den Vereinigten Staaten) war ein US-amerikanischer Prediger, Unternehmer, Winzer und Mitglied oder Begründer von Kommunitäten. Er wird der Bewegung der Swedenborgianer zugerechnet und gründete die sektenähnliche Gemeinschaft Brotherhood of New Life, die vor allem in den Bundesstaaten New York und Kalifornien tätig war.

## Leben
Geboren in England, zog Harris mit seiner Familie als Kind in die Vereinigten Staaten nach Utica im Bundesstaat New York. Seine Eltern waren strenge Kalvinisten, der Vater arbeitete als Lebensmittelhändler. Die leibliche Mutter starb früh, der Vater heiratete erneut, das Verhältnis zur Stiefmutter war kühl.
Als junger Erwachsener gab Harris die Zugehörigkeit zum Kalvinismus auf und wandte sich zunächst der Missionsarbeit im Rahmen des religiösen  Universalismus zu; er übernahm priesterliche Funktionen in der Vierten Universalistengemeinschaft (Fourth Universalist Society) der Unitarian Universalist Association. 1847 wurde er dann ein Anhänger des Spiritualismus. Um 1850 schloss er sich der neugegründeten Kommunität Mountain Cove im Wythe County in Virginia an, die bereits zwei Jahre später wegen interner Streitigkeiten aufgelöst wurde. In den nächsten Jahren predigte und unterrichtete er in den Vereinigten Staaten und in England.

### Aktivitäten im Staat New York
1861 kaufte Harris mit einigen Unterstützern Farmland in Wassaic (Amenia) im Dutchess County (New York), wo er eine erste Kommunität gründete, die er als Amenia oder Brotherhood of New Life bezeichnete. Hier eröffnete Harris eine Bank, eine Getreidemühle und ein Weingut. Die Brotherhood of New Life war eine sozialutopische, religiöse Gemeinschaft, deren spirituelle Basis mystisch-christliche Lehren, Vergemeinschaftung des Eigentums, die Gruppenehe bei Trennung der Geschlechter und der Glauben an Feenwesen darstellten. Praktiziert wurden Atemtechniken. In die Regeln der Gemeinschaft hatte Harris neben Lehren des Emanuel Swedenborg auch Elemente des Fourierismus nach Charles Fourier eingearbeitet. Die Mitglieder mussten ihr weltliches Eigentum an Harris abgeben und in den verschiedenen gewerblich betriebenen Unternehmen der Gemeinschaft arbeiten.
Diese Gemeinschaft zog Mitte der 1860er Jahre nach Brocton im Chautauqua County (New York), wo sie am Eriesee rund 2000 Acres Farmland bewirtschaftete. Neben Weinanbau wurde auch eine Baumschule (Chautauqua Country Greenhouse and Nurseries) betrieben. In Folge reiste Harris mehrfach nach England, um weitere, finanzstarke Anhänger zu finden. Die Anzahl von Brotherhood-Mitgliedern in den USA und Großbritannien erreichte auf dem Höhepunkt 2000, darunter befand sich auch der englische Politiker Laurence Oliphant, der erhebliche Mittel in die Gemeinschaft einbrachte. Auch der Japaner Arai Ōsui fand Interesse daran und blieb 30 Jahre dort. Die von der Brotherhood produzierten Weine waren in der Region beliebt. Die Weinkellerei am Eriesee firmierte unter Lake Erie and Missouri River Wine Company. Wenigstens bis 1881 wurde hier Wein produziert.  In der Anlage wurden von der Brotherhood auch ein Hotel sowie ein Restaurant betrieben.
Die New Yorker Weinhändler Jesse und Edward Emerson verschnitten den Wein der Brotherhood-Gemeinschaft mit dem der Winzerfamilie Jaques aus Washingtonville in Orange County (New York). Als die Händler später die Kellerei der Jaques’ übernahmen, benannten sie die dort produzierte Weinmarke in „Brotherhood“ um. Bis heute wird dort Wein unter dieser Marke hergestellt.
1883 starb Harris’ erste Frau.

### Aktivitäten in Kalifornien

Wohnhaus von Thomas Lake Harris auf Fountain Grove

1887 zog Harris mit einigen Anhängern (darunter Kanaye Nagasawa) nach Kalifornien, wo er das Weingut Fountain Grove gründete. Nachdem Harris nach Kalifornien gegangen war, führte Oliphant einen Prozess um seinen in New York in die Brotherhood eingebrachten Vermögensanteil. Das Gericht sprach ihm 900 Acre des Landes am Eriesee zu. Der Rest des Gutes wurde verkauft, womit die Aktivität der dortigen Kommunität beendet war.
Fountain Grove baute Harris zu einem bedeutenden Weinproduzenten auf; er führte ein großzügiges Leben in der Gemeinde Santa Rosa. Bekannte Zeitgenossen wie Luther Burbank und der Dichter Edwin Markham (1852–1940) waren regelmäßig zu Gast bei Harris auf Fountain Grove. 1892 heiratete er ein zweites Mal: Jane Lee Waring, seine Sekretärin.
Nachdem Margaret Oliphant, die Schwester des zwischenzeitlich verstorbenen Oliphant, 1891 eine Biografie zu ihrem Bruder veröffentlicht hatte, in der sie Harris als Intriganten und falschen Propheten angriff, beschloss Alzire Chevallier, eine Redakteurin des San Francisco Chronicle, unerkannt für ein halbes Jahr in der Kommune auf Fountain Grove zu leben. Sie beschrieb ihre Erlebnisse in einer kritischen Artikelserie im Chronicle, in der sie Harris als Betrüger bezeichnete. Als Folge der Anschuldigungen verließ Harris 1892 Fountain Grove.

### Lebensende in New York
Harris zog zurück nach New York; hier lebte er zeitweise in Manhattan. Bereits im Jahr 1891 hatte Harris angekündigt, unsterblich geworden zu sein. Seine Anhänger glaubten ihm und hielten ihn so nach seinem Tod am 23. März 1906 zunächst für schlafend. Erst drei Monate später wurde der Öffentlichkeit sein Ableben mitgeteilt.

## Nachwirken
Harris veröffentlichte zeitlebens viele poetische und philosophische Werke, wenigstens 55 (darunter auch Pamphlete) sind bekannt. Der nach ihm benannte Thomas Lake Haris Drive in Santa Rosa ist eine rund 2500 Meter lange Straße, die vom Fountaingrove Parkway ausgehend den Nagasawa Park mit dem darin liegenden Fountaingrove Lake und dem Fountaingrove Golf & Athletic Club umfasst.

## Werke (Auswahl)
- A Lyric of the Morning Land, 1856
- A Lyric of the Golden Age,  1856
- An Epic of the Starry Heaven, 1855
- Arcana of Christianity, 1857
- God's Breath in Man, 1891
- Modern Spiritualism, 1860
- The Song of Theos: A Trilogy
- Wisdom of Angels, 1856